# Francesco Bubani
Francesco Bubani (Ancona, 21 novembre 1809 – Torino, 1874) è stato un avvocato e politico italiano.

## Biografia
Francesco nacque ad Ancona da genitori bagnacavallesi nel 1809, poiché il padre Antonio era a quell'epoca “Ricevitore generale delle imposizioni dirette” dei Dipartimenti del Metauro, Musone e Tronto.
Gli studi universitari permettono a lui ed al fratello maggiore Pietro di fare parte di un ambiente che propugnava le idee della libertà e delle riforme – Pietro dopo la laurea in Medicina si darà agli studi di botanica, Francesco diverrà avvocato. Nascono le amicizie con coloro che condividono gli stessi ideali e questi inducono ad impegnarsi nella lotta politica; nella stessa Bagnacavallo come nella vicina Lugo, grossi borghi agricoli della Legazione di Ferrara non privi di una certa tradizione culturale, vi sono elementi liberali con cui fraternizzare: basti citare Pietro Beltrami ed il conte Oreste Biancoli, nonché Silvestro Gherardi e Federico Pescantini.
Pietro prese parte ai moti del 1831-32, partecipando anche alla battaglia di Cesena, e fu costretto a partire per l'esilio come gli altri liberali. Non sono stati trovati documenti che comprovino la partecipazione di Francesco a tali moti: sappiamo solo che il suo nome compare nei registri della polizia, la quale fin dal 1833 inizia una più stretta vigilanza e una più rigorosa repressione in Romagna: infatti “fin dal 1834 la Direzione Generale di Polizia di Ferrara lo diceva pregiudicato in linea politica”, e “nel 1836 era nella lista dei compromessi”, anzi viene definito “il maggior compromesso politico di costì”, cioè di Bagnacavallo, il che significava nei suoi riguardi la più stretta sorveglianza.
Francesco, nonostante la sua giovane età, diviene il punto di riferimento per i liberali a Bagnacavallo, almeno per i moderati: ragionando molti anni dopo su quel periodo con il fratello Pietro, ammette il suo ruolo in patria.
Nello stesso anno 1836 Francesco contrae matrimonio con Domenica Roversi di Bagnacavallo, dopo non pochi screzi con il padre contrario a tali nozze. Nel 1838 la sua casa è allietata dalla nascita di due bambine: il 1º gennaio Emilia Adele, che morirà dopo pochi giorni, e il 29 dicembre Ernesta Marianna. Tempo dopo - non conosciamo la data - nascerà Ciro.
Nel 1841 troviamo Francesco tra gli anziani della Magistratura di Bagnacavallo. In quell'anno l'amico Luigi Carlo Farini lo informa che intende partecipare al concorso per “Medico primario” di quel comune. Il Consiglio Comunale scelse un altro medico, ma dall'epistolario di Farini risulta una stretta amicizia tra i due: per il medico e patriota di Russi Francesco è “uno dei miei più cari amici e degli uomini più stimabili di Romagna”; e una calda amicizia li lega anche a Francesco Lovatelli e ad Alessandro Rasponi di Ravenna, a Pietro Beltrami, a Giacomo Manzoni di Lugo, a Marco Minghetti e ad Antonio Montanari di Meldola che sarà ministro nel governo costituzionale di Pio IX . È del 1844 una lettera da Parigi di Farini a Francesco nella quale critica un'opera di Gioberti – si tratta del Primato uscito l'anno precedente – affermando che una lega di principi italiani non è possibile per la presenza dell'Austria in Italia. L'anno successivo da Lucca Farini chiede informazioni sull'ospedale di Bagnacavallo – già Francesco gli aveva fornito notizie sulle risaie per un suo libro – ma Bubani riuscirà ad esaudire la richiesta solo nel 1848 perché nel frattempo sarà arrestato.

### Il ruolo nei moti delle Balze
Dopo il colpo di mano del 1845, cioè il moto delle Balze di Scavignano, l'avvocato Bubani viene arrestato il 5 ottobre e “complicato, con quelli della mischia delle Balze, nel processo di insurrezione contro il governo”, processo che egli, come patriota ed avvocato, definirà iniquo. A quanto pare il giudice inquirente non trovò nulla contro di lui, tuttavia ordinò la continuazione dell'arresto, non riuscendo a credere che a Bagnacavallo si ordisse un'insurrezione senza la sua partecipazione. 
Lo stesso Farini in una lettera del 24 ottobre scrive: “Intanto in queste i preti governanti imbestiano più che mai, e cacciano ne' ferri popolani, ed insieme qualche distintissimo uomo; fra i quali io ho pianto amaramente che sia l'avvocato Bubani, ottimo fra i buoni, chiaro per lettere e per incorrotta vita” . 
L'insurrezione delle Balze mosse da Faenza e da Bagnacavallo, organizzata e capeggiata in quest'ultima località da Pietro Beltrami. Questo moto fu giudicato “segno infallibile delle condizioni gravissime dello Stato e dell'intera nazione” dallo stesso D'Azeglio, il quale additò come rimedio radicali riforme nello Stato romano ed approfittò dell'accaduto per esporre l'idea dell'unione dell'Italia sotto un sovrano nazionale. 
Dalla lettera di un prelato bagnacavallese, monsignor Lorenzo Ilarione Randi, apprendiamo che il governo pontificio era mal tollerato nella cittadina. Lorenzo scrive di un incontro con il card. Orioli - anch'egli di Bagnacavallo - il quale, commentando il moto delle Balze, “proferì queste parole: ”Vedo che nel mio paese poche sono le persone che gradiscono e ben disposte verso il governo, togliete vostro padre e Bubani [Antonio, padre di Francesco, ndr] e tutti gli altri sono della medesima specie” . 
Il Massaroli mette in dubbio la partecipazione diretta di Francesco all'azione: “fu promotore di quel moto, ma pare non seguisse il Beltrami” . L'avvocato Bubani in realtà è determinato a non partecipare di persona al moto di cui intuisce il fallimento e le gravi conseguenze: egli appartiene a quella parte dei liberali che sono contrari all'azione, limitandosi alla sola protesta ed escludendo la violenza. 
Dagli atti del processo risulta che secondo il giudice istruttore per l'avvocato Francesco Bubani: la «spinta al delitto» o motivazione era la familiarità con i «più noti faziosi delle quattro legazioni». A suo carico v'era una denuncia di polizia secondo la quale era universalmente ritenuto «caldo liberale, anzi fanatico», spesso visto in compagnia di persone «compromesse e forestiere». 
Secondo i rapporti delle «autorità giudiziarie, politiche e militari» Bubani non aveva partecipato all'insurrezione armata, ma era noto come liberale e si riteneva che avesse preso parte all'ideazione del moto insieme a Beltrami che lo aveva lasciato a Bagnacavallo «quale agente e corrispondente». Il giudice scrive che perlomeno conosceva le trame del Beltrami e non avendole palesate alla polizia aveva commesso il reato di «non rivelazione». D'altro canto il De Luca deve ammettere che a carico del Bubani non vi sono condanne «in materia criminale», anzi in diversi attestati anche del vescovado, presentati dal padre Antonio, era «lodata la di lui morale». 
Le spie erano dappertutto – come abbiamo già detto – e con «segreta denuncia» si raccontava che Francesco aveva accennato all'insurrezione nella salsamenteria di Giovanni Fabbri, ma l'unico testimone udito aveva negato il fatto. Un'altra denuncia lo accusava di tenere «giuoco proibito» in casa di Battista Vaccolini insieme a Biancoli, Calderoni, Vitelloni e Contarini: tutti costoro avevano partecipato al moto. Il gioco d'azzardo era in realtà «pretesto a riunioni sediziose», ma non si erano trovati testimoni a conoscenza della cosa. 
Il carteggio di Francesco – scrive il giudice – lasciava qualche dubbio che «in alcuni segreti concetti» fosse nascosto un accordo con coloro che portavano avanti le «mene sediziose»: non era molto per tenere qualcuno in galera, anche per un giudice fornito di speciale delegazione come Agatone De Luca Tronchet, vale a dire giudice istruttore di un tribunale speciale di uno stato che non scherzava con i sediziosi. Poca acqua portavano al mulino del “teorema accusatorio” di Agatone le due lettere di Giuseppe Tonti che aveva partecipato al fatto d'armi delle Balze con gli altri bagnacavallesi. Tonti informava Bubani della scaramuccia, narrava che gli insorti avevano «ceduto le armi» ed intendevano espatriare in Francia, nazione che provava qualche simpatia per i liberali italiani, e nella seconda lettera affermava un poco teatralmente «siamo stati traditi, si traditi», forse da coloro che, nonostante le promesse, non avevano preso parte al moto. Bubani da abile avvocato si difendeva affermando di conoscerlo solo per essersene servito come tintore: i disgraziati di Bagnacavallo si rivolgevano a lui che assisteva tutti gratuitamente e grazie a tale «popolarità» anche Tonti, in quel momento di sventura, aveva scritto a lui, la lettera non poteva certo provare un suo accordo con i rivoltosi. 
Come si è detto l'arresto di Francesco avvenne ai primi dell'ottobre 1845. Una lettera della moglie, datata “1 del 46” da Bagnacavallo, diretta a monsignor Randi è un documento delle tristi condizioni in cui versavano le famiglie dei politici: 
“Il processo di mio marito, tuttora chiuso nelle Carceri di Ferrara, pare certo, già inoltrato costà alla Segreteria di Stato, ovvero alla Consulta. Consapevole della gentilezza, ed ho buona ragione di credere, pur anche della umanità, che lo distingue, mi fo coraggiosa avanzare una preghiera, e quale può fare una moglie nella situazione in cui io mi ritrovo, onde voglia, e per sé, e per mezzo delle persone, con cui Ella ha buona relazione, giovare per quanto possibile, alla causa del ricordato mio consorte che è pure la mia, e dei miei due disgraziati quanto innocenti bambini. So che il di Lei Zio Frate [Padre Agostino Proja Sottosagrista del papa, ndr] è ben veduto da S. Santità…” .
Monsignor Randi, data l'amicizia che legava le due famiglie, si dimostrerà veramente interessato al caso. Non ci è dato conoscere se lo zio Padre Agostino muovesse qualche passo in favore di Francesco. È molto da dubitare però che “vivo Gregorio” e i gregoriani, come lo era Padre Agostino, i “progressisti”, cioè i liberali, potessero sperare in un atto di clemenza. Il decesso di Gregorio avvenne sei mesi dopo la lettera piena di umanità e dignità di Domenica Roversi Bubani. 
Un'entusiasmante atmosfera si respira a Roma in seguito all'elezione di Pio IX: l'8 luglio mons. Randi ne scrive al padre informandolo dell'amnistia che “si dice doversi concedere nel giorno dell'Incoronazione”. Il perdono generale era invocato da tutti i ceti sociali, tant'è vero che se fosse stato concesso “stavano pronti molti giovani Romani per trarre a mano la carrozza di S. Santità quando da S. Pietro entrava in Quirinale”. Dopo aver aggiunto altri particolari, tra cui quello di costume che i signori e persino le signore vestivano prevalentemente di bianco e di giallo, i colori del papa, Lorenzo prosegue: “Intanto però S. Santità accoglie ogni supplica, e fa la grazia ad ognuno che la implori, essendone stati già a quest'ora assoluti parecchi anche del ‘31. Per questo io sono stato indeciso per avanzare una supplica per il Signor Francesco Bubani ritenendo di far cosa grata non solo al medesimo, ma anche al Signor Antonio, ma parlandone con persona di autorità e precisamente il Segretario di Consulta il quale è uno dei Giudici, ed ha ben studiato il processo, ne sono stato sconsigliato, persuadendomi egli di aspettare dopo l'amnistia, nel caso che non vi fosse stato compreso. . 
L'amnistia generale favorì il Bubani il quale fu liberato dal carcere di Ferrara il 23 luglio, cinque giorni dopo il promulgamento dell'amnistia stessa, e ritornò a Bagnacavallo dopo dieci mesi esatti dal moto delle Balze, il 25 luglio: “il Popolo gli andò incontro fino oltre la Porta della Città con bandiere ed acclamazioni, essendo egli assai amato dai suoi concittadini per i suoi talenti, buone maniere e filantropia” .
All'atto della liberazione il contegno delle autorità di Ferrara nei confronti dell'avv. Bubani mutò totalmente. Lasciamolo raccontare a lui stesso nella lunga lettera al fratello Pietro:
“Esco di prigione a Ferrara e vo' dal Cav. Tranchet nostro processante: pare che vegga Iddio, e mi apre le più intime latebre del nostro iniquo processo, e mi fa conoscere essere io vittima d'illustri malvagi, i cui nomi io veggo mercé anche la loro firma. Passo dal Dirett.e di Polizia, mi offre la più cordiale amicizia, e dietro mia istanza per darmi una soddisfazione sgrida e minaccia di destituzione un tale di cui ho a lagnarmi durante la mia detenzione, e trattasi di un suo confidente. […] Finalmente passo dal Card. Legato infuriatissimo mesi indietro..ebbene! mi riceve con gentilissimi modi, fingesi aver penato della mia sciagura, affida Bagnacavallo alla mia prudenza come di tale che nel paese stima più di tutti..ebbene che cos'é questo Card. Ugolini? un retrogrado, ligio all'Austria; ma come in costoro questa cura per me? Perché me le sono guadagnate colla mia condotta con fermezza, franchezza, e con tutto quello che si voleva per perdere un uomo se campava Gregorio”.
Francesco, reduce dal carcere di Ferrara, aveva incontrato Federico Pescantini, amnistiato dall'esilio in Francia, e Silvestro Gherardi, cui lo univa la comunità di ideali e di intenti, nonché una profonda amicizia: “Ieri vidi Federico Pescantini, che ha dato una sfuggita a Lugo e che venne a ritrovarmi coll'ottimo Prof. Gherardi; il Pescantini riparte presto e verrà di nuovo in estate”. 
Tre mesi dopo la sua scarcerazione Francesco può lasciarsi andare a un giudizio piuttosto cauto sul momento politico attuale: “i tempi si annunziano meno infelici”, giudizio che viene espresso in una lettera del 27 ottobre 1846 al prof. Domenico Ghinassi di Lugo, autore di un libretto di poesie intitolato Versi giocosi (Lugo 1838): “posso incoraggiarla nell'amor delle lettere, e con tanto maggior animo quanto più i tempi si annunziano meno infelici, e quindi più ispiratori di gioconde parole” .
È utile la lettera-confessione del 1870 al fratello Pietro per comprendere la festosa accoglienza dei concittadini al ritorno dalla prigione ed al fatto che il governatore in carica “era anche colpito … che da tutti i partiti e perfino gradazioni di partiti aveva udito parlare lodevolmente di me. So quel che ho saputo e osato io per tutto il Pontificato di Gregorio XVI e la Contessa Gradenigo diceva, me presente, al Can° Guerrini: voi altri vi credete di comandare, ma quanto siete balordi, ecco chi è padrone del Paese, e mi accennava colla mano, ed egli confermava, e le cose procedevano tranquille non solo, ma senza viltà, e senza quelle degradanti concessioni che deturpano la popolarità che si gode da convertirla in rimorso. Beltrami faceva un giorno una violenza o tal altra opera turpe; alla prima impressione la pubblica opinione si rivoltava, ma egli spargeva denaro, vino, si vestiva dimesso e porgeva amica mano a tali cui il dì innanzi non avrebbe reso il saluto, e così si faceva gridare, evviva!”. 
Nel luglio del ‘47 l'avvocato Bubani fa parte della “commissione di probi ed estimati cittadini” nominata dalla Magistratura di Bagnacavallo per la formazione dei ruoli della Guardia Civica. La Guardia Civica era stata da poco istituita dal papa per la tutela dell'ordine pubblico, compito che fino a quel momento era stato lasciato a truppe mercenarie estere per timore di armare i sudditi.
Il nome di Francesco figura negli stessi ruoli del corpo col grado di maggiore insieme a Pietro Beltrami, comandante in capo il Ten. Colonnello Tommaso Graziani, vecchio liberale. Vi erano otto compagnie, di circa 145 uomini ciascuna, con a capo ufficiali provenienti dalla nobiltà e dalla ricca borghesia agraria. Compare anche il nome del terzo fratello Cesare, capitano comandante della quarta compagnia. 

### Il ruolo nel Quarantotto
Il 5 marzo 1848 un ordine del giorno del comandante Graziani esprime il compiacimento del Legato di Ferrara per l'ordine e la concordia, con la diminuzione dei delitti comuni, che regnano in Bagnacavallo grazie alla Guardia Civica. 
Terminata la guerra del 1848 gli avvenimenti si succedono in maniera precipitosa. Nel novembre, dopo l'assassinio di Pellegrino Rossi, si chiese al papa di convocare la Costituente, di promulgare il principio della nazionalità italiana e di proseguire la guerra contro l'Austria. La folla pretese un ministero che conducesse tale politica. Pio IX, assediato nel Quirinale, dovette cedere, ma si considerò vittima della violenza.
Nelle città romagnole sorsero Circoli politici di ispirazione moderata o repubblicana democratica. Secondo il Massaroli Francesco Bubani fu tra i rappresentanti dei Circoli che inviarono un indirizzo al governo, dopo la fuga del papa, perché convocasse le elezioni dei deputati alla Costituente. L'assemblea dei rappresentanti dei tredici Circoli della Romagna e delle Marche si tenne il 13 dicembre a Forlì, presieduta da Aurelio Saffi, da cui uscì la proposta della nomina di un governo provvisorio, che indicesse le elezioni a suffragio universale della Costituente italiana.
Nasceva di lì a poco la Repubblica romana. Principi fondamentali del nuovo ordinamento politico democratico erano la sovranità popolare, l'uguaglianza dei cittadini, il diritto di nazionalità. Il papa era considerato decaduto come sovrano temporale, ma gli si riconoscevano le garanzie per lo svolgimento della sua potestà spirituale, mentre la religione cattolica non era più riconosciuta come religione di Stato.
Come gran parte dei suoi compagni anche il nostro avvocato Bubani aderì alla nascente repubblica tenendo la carica di Preside a Fermo. Oreste Biancoli fu Preside a Bologna, mentre Pietro Beltrami, che era stato fra i rappresentanti del Comitato elettorale di Ferrara, divenuto membro della Costituente, nel febbraio del ‘49 fu inviato dal Ministero degli affari esteri a Parigi, unitamente al Pescantini, onde ottenere il riconoscimento del nuovo stato romano. In realtà Luigi Napoleone evitò qualsiasi approccio ufficiale coi due inviati. Anche l'amico Gherardi fu deputato della Costituente romana e prima sostituto del Ministro della Pubblica Istruzione Sturbinetti, poi Ministro.
Già nel settembre 1848 Francesco era stato chiamato a fare parte, anche su indicazione di Farini, insieme a G. Zucchini, del “Supremo Commissariato di Stato di Difesa e d'Ordine Pubblico” per le quattro Legazione, insediato a Bologna e presieduto dal cardinale Amat. Bologna, dopo il combattimento dell'8 agosto, era nelle mani di popolani armati pervasi da un desiderio di rinnovamento sociale e desiderosi di vendicarsi dei soprusi della polizia pontificia. Costoro provocarono incidenti, commisero furti e taglieggiarono i ricchi. Anche la Romagna si trovò in preda all'anarchia, percorsa da bande di reduci dalla guerra, e dovette subire gli eccessi di Callimaco Zambianchi e dei suoi. Il Commissariato, con l'appoggio del Farini e dei moderati, riuscì a ristabilire l'ordine e a disarmare i facinorosi. 
A fine ottobre '48 il Commissariato venne sciolto e Bubani seppe che il governo pontificio lo riteneva entrato nella carriera amministrativa. Questo governo costituzionale propose Francesco come Preside a Fermo, carica alla quale fu definitivamente nominato dal successivo Governo provvisorio - creato dopo l'uccisione di Pellegrino Rossi e la fuga del Papa a Gaeta, mentre i prelati che governavano le province si dimettevano - e confermato dalla Repubblica romana. 
È utile rileggere una lettera di Francesco a Pietro del 1866, purtroppo non integra, nella quale si ragiona di quegli avvenimenti: “Governando io a Fermo … feci voti perché si riuscisse … di non votare per la Repubblica … ma quando questa riuscì, io rispettai il voto dei nostri rappresentanti, stetti al mio posto e dei miei doveri feci una religione, nessuna intemperanza commisi, le altrui ho represso o punito, vadano a vedere qual memoria ho lasciato di me”. 
Effettivamente Francesco svolse egregiamente il suo ufficio nella città marchigiana, benvoluto dai più per la sua onestà e moralità; purtroppo ebbe la ventura di trovarsi di fronte un personaggio ostico, l'Arcivescovo Cardinale Filippo De Angelis, già fiero reazionario. Il cardinale, applicando – contrariamente alla maggioranza dei vescovi - la scomunica di Pio IX contro chi avesse votato per la Costituente, aveva vietato ai parroci di amministrare a costoro i sacramenti; Bubani lo pregò di moderarsi, ed il cardinale gli rispose che “solo nel Papa riconosceva il suo preside legittimo”.
Giunse da Roma l'ordine d'arresto del porporato, ordine che Francesco fece eseguire di notte per evitare clamori e sommovimenti l'11 marzo '49. Il Preside, accompagnato da ufficiali e militi della Guardia Civica e Carabinieri, dovette entrare nel palazzo vescovile per eseguire tale ordine. L'arcivescovo fu trasferito nella fortezza d'Ancona, dove rimase per tutto il periodo dell'assedio e del bombardamento austriaco che portò alla resa della città. Bubani inoltre fece presidiare dalla Guardia Civica il palazzo vescovile, in modo che non fosse depredato dalla popolazione. 
Il De Angelis non poté che sottomettersi all'arresto, ma lo considerò un oltraggio alla sua duplice veste d'arcivescovo e cardinale, e secondo il Leti - autore di una ricerca storica sul cardinale e studioso imbevuto di retorica risorgimentale antipapalina - fece di tutto per vendicarsi di Bubani e di coloro che avevano partecipato all'arresto sacrilego ed all'invasione dell'episcopio. In una lettera al collega Amat, che invece teneva Francesco in grande considerazione, il cardinale di Fermo appella l'ex-preside “briccone di prim'ordine” nonché di “stomachevole immoralità”.
Bubani rimase a Fermo fino all'occupazione austriaca delle Marche, quando fece ritorno a Bagnacavallo senza difficoltà. Consegnò gli inventari ed i rendiconti della sua gestione al successore, nominato dal restaurato governo pontificio, senza che fossero rilevate osservazioni sul suo operato. Il Delegato pontificio, Nicola Morici di Fermo, per la “onesta e moderata condotta tenuta nel governare” gli aveva fornito il passaporto per il viaggio.
Intanto la reazione austro-pontificia imperversa da Bologna alla Romagna e alle Marche. Per evitare il carcere molti si rifugiano all'estero. Su consiglio di amici, poco dopo l'arrivo a Bagnacavallo, Francesco era uscito dallo Stato pontificio e si era recato a Firenze, come altri ex-presidi fra i quali il faentino conte Laderchi, che aveva governato Ravenna. Saputo che era stata promulgata un'amnistia, chiese il passaporto per tornare a Bagnacavallo al rappresentante diplomatico dello Stato pontificio a Firenze, che anzi lo aveva invitato a richiedere il documento, e raggiunse la propria abitazione. Al Nunzio Apostolico non aveva nascosto che a Fermo aveva fatto arrestare il card. De Angelis.
Il mattino successivo al suo arrivo a Bagnacavallo, la casa dell'avvocato Bubani fu invasa dai Carabinieri pontifici, che lo arrestarono e lo gettarono in una segreta. 
Come avvennero le cose lo racconta lo stesso Francesco: “Io era allora [a Firenze] in letto ammalato, ma non appena cominciai a riavermi…volai in seno della mia famiglia. Arrivato a Bagnacavallo la sera del 28 ottobre p. p., fui arrestato la successiva mattina del 29, per ordine di quel Governatore, il quale si credé autorizzato di calpestare la firma del Rappresentante pontificio in Toscana. Comecché anche notificassi lo stato di mia salute, fui posto in un legno e tradotto a Ferrara innanzi a questo Delegato, col quale io bene mi lagnai dell'arbitrio ond'era oppresso… La causa fu rimessa a Bologna, ma Bologna ha rimessa a Roma la decisione.… Intanto, oramai è un mese che io sono detenuto in forza d'un arbitrio o d'un inganno; perché o poteva il Nunzio firmare il mio passaporto, e doveva io viver sicuro nello Stato pontificio…Vi è un'altra ipotesi: che mi si sia, con un tranello, levato da luogo sicuro per impadronirsi di me; allora la parte del Nunzio s'accosterebbe troppo a quella del sicario, ed io respingo l'odioso sospetto”.
L'accorata difesa fa parte di un'istanza inviata dal nostro al Governatore civile e militare delle quattro Legazioni, tenente maresciallo conte Thurn, in data 22 novembre 1849. Il Leti non dubita che dietro la macchinazione vi fosse il cardinale fermano, che aveva indotto Mons. Amici, Commissario straordinario d'Ancona, a far arrestare Bubani, con “slealissimo tiro” come imputato “dei sacrileghi delitti commessi (con ingiuria) contro la persona e sostanze” del cardinal De Angelis stesso.
Un'appassionata lettera del padre Antonio a mons. Randi, datata Bagnacavallo 12 novembre 1849, ribadisce la situazione di Francesco, chiamato affettuosamente Checchino.
“Non so se Ella sappia della mia nuova disgrazia per l'arresto di Checchino mio figlio. Dopo che fu sortita la dichiarazione che anche gli ex Presidi godevano del Beneficio dell'amnistia si presentò al Nunzio Apostolico residente in Firenze, ov'erasi sempre trattenuto, e senza la minima difficoltà ed avvertenza ebbe dal medesimo la vidimazione del Passaporto per ripatriare, ma circa venti ore dopo fu arrestato, e tradotto tosto a Ferrara.Quel Delegato Sig. Cte Folicaldi [Filippo Folicaldi, bagnacavallese, ndr] non credette di dimetterlo, suggerì a Checchino di fare una memoria a Mons. Bedini Com.o Gov.o [= Commissario Governativo] cui fu rimessa dal Folicaldi me desimo, e Mons. Bedini l'ha inoltrata a Roma, dicono al Ministero di Polizia Generale. Io prego Lei quanto so e posso a degnarsi di farne ricerca ed interporre tutti i possibili uffizi con i mezzi che crederà regolarsi per ottenere la liberazione giovevole non tanto al Figlio quanto a me stesso che avrei pure necessità che gli ultimi anni di mia vita fossero meno amareggiati. Gli altri ex Presidi ritornati se ne stanno tranquilli alle loro abitazioni, ed io solo dovevo essere il bersaglio di tante disavventure?” .
Non era prudente rispondere alle lettere di Antonio: infatti mons. Randi gli farà avere notizie per il tramite del Canonico Santoni. 
Francesco Bubani fu tradotto nelle carceri di Fermo alla fine del '49, per ordine di mons. Amici. Il 4 febbraio 1851 il Supremo Tribunale della Sagra Consulta lo condannò a dieci anni di galera. Con la stessa sentenza vi furono altre dieci condanne a persone che avevano partecipato all'arresto dell'arcivescovo. Tali pene a detta del Leti “furono effetto d'una insensata e feroce ragione di Stato”. Inoltre la sentenza ordinava: “si proseguano gli atti giudiziali contro Francesco Bubani intorno alla condotta da esso tenuta nel tempo dello sviluppo e della durata dell'ultima ribellione sino all'epoca ossia giorno del suo arresto” . In questo secondo processo per “usurpazione del denaro, e altri oggetti distratti dal Palazzo Arcivescovile” l'avvocato Bubani non riportò un'ulteriore condanna, poiché il processo stesso fu archiviato “per grazia Sovrana” in data 19 agosto 1851. Già l'11 marzo sempre “per grazia Sovrana” le pene inflitte nel primo processo erano state dimezzate: Francesco fu condannato a cinque anni di detenzione. 
Nel dicembre del 1852 il padre scrive ad Antonio Longhena, residente a Tolosa, pregandolo di informare Pietro che “il fratello Francesco è stato tradotto a Paliano al di su di Roma 35 Miglia”. 
Alla fine del 1854, Pietro, intendendo porgere gli auguri al padre, esordisce: ”Tutti hanno imparato con piacere la liberazione dal carcere di Francesco, e tutti discutono ove egli vorrà di preferenza soggiornare. E speriamo di sapere che abbia fatto una giudiziosa scelta, ma nessuno azzarderebbe dargli in ciò consiglio”. 
Le notizie che abbiamo su Francesco non finiscono qui: preziosa fonte di notizie è la lettera, datata Torino 15 settembre 1861, inviata da Francesco alla Marchesa Giuditta Passari: “La mia povera moglie, di cui Ella gentilmente mi chiede, non è più. Quando mi si aprivano le porte di Paliano pel calle dell'esiglio, io chiesi di passar da casa mia onde vedere i miei, fra quali il Padre più che ottuagenario, ma non mi fu concesso. Presa stanza in Genova, colà non tardò ad arrivarmi notizia della morte del Padre e poco appresso della moglie: consumato il primo dagli anni, vittima l'altra del colera. Una figlia ed un figlio … mi rimangono del matrimonio … La prima si maritò … l'altro è Ufficiale nell'esercito Regolare” . 
Abbiamo la conferma che l'avvocato Bubani fu carcerato nel Forte di Paliano nel Lazio, come alcuni bagnacavallesi che avevano combattuto del 1849 nell'esercito della Repubblica romana. 

### L'esilio
Liberato ed esiliato, si recò a Genova, dove rimase in contatto con gli amici romagnoli che operarono in Piemonte negli anni di Cavour, Luigi Carlo Farini, Silvestro Gherardi ed Oreste Biancoli. Si può ritenere che la moglie Domenica Roversi morisse durante il colera del 1855, epidemia che causò molte vittime in Romagna. Francesco nell'ospitale Regno di Sardegna si divideva tra la capitale piemontese e Genova, dove passava i mesi più freddi dell'anno, e che tenne regolare corrispondenza con lo storico bagnacavallese Canonico Luigi Balduzzi su argomenti dotti e di storia patria, anche se il Balduzzi era ligio al Papa re. 
Bubani fu eletto al primo Parlamento nazionale nel 1861 (VIII Legislatura) per il Collegio di Montegiorgio, dove aveva molte relazioni risalenti al periodo in cui era stato Preside nella vicina Fermo ed era benvoluto per la sua onestà e probità, e sedette nei banchi della destra. A quanto è stato scritto, pur frequentando assiduamente la Camera, non prese quasi mai la parola. È anche risaputo che votò per l'abolizione della pena di morte. Nel 1865 non si ripresentò alle elezioni, non volendo trasferirsi a Firenze, dove era stata trasportata la capitale. 
Dimorò a Torino fino alla morte avvenuta nel 1874, anche se diverse volte ritornò in Romagna e sempre si interessò alla sua terra d'origine. Il Massaroli non accenna alle ultime vicende di Francesco, si limita a dirci che “dopo la caduta della Repubblica Romana s'allontanò dalla patria, recandosi a Torino, ove si diede totalmente agli studi, fece una buona e giudiziosa raccolta di libri, massime di rare edizioni de' classici latini, di cui piccola ma scelta parte donò alla Biblioteca di Bagnacavallo. Muore in Torino”.